# Peter Snape

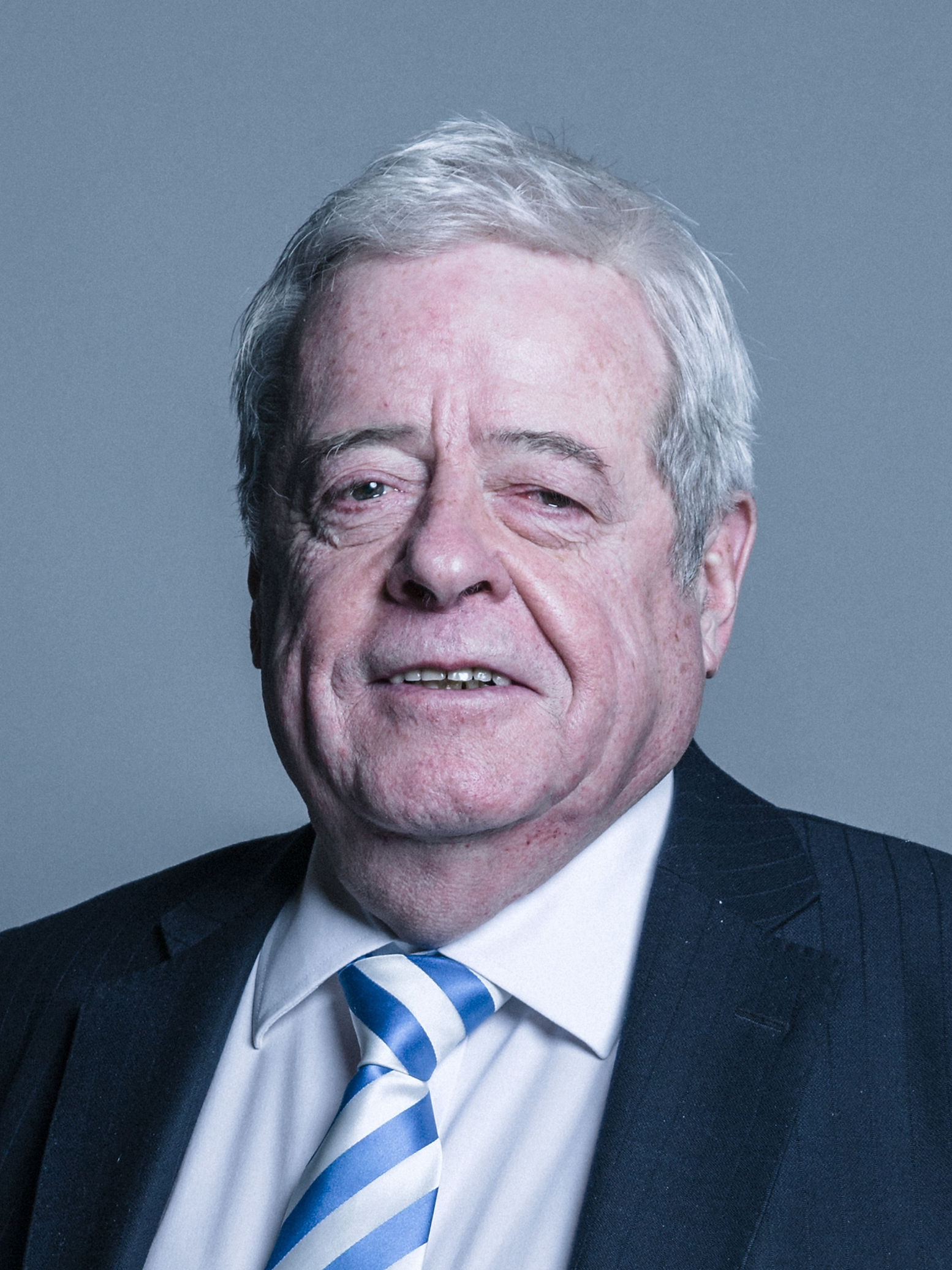
Peter Snape, Baron Snape, 2018

Peter Charles Snape, Baron Snape (* 12. Februar 1942 in Stockport) ist ein britischer Politiker der Labour Party.
Snape zog 1974 als Vertreter des Wahlbezirks West Bromwich East in das House of Commons des britischen Parlaments ein. Er war unter anderem der Sprecher der Opposition für Verteidigung (1979–1982), Innenpolitik (1982–1983) und Verkehr (1983–1992). Er wurde insgesamt sechsmal wiedergewählt und trat schließlich zur Unterhauswahl 2001 nicht mehr an.
Am 9. Juni 2004 wurde Snape zum Peer auf Lebenszeit mit dem Titel Baron Snape, of Wednesbury in the county of West Midlands, ernannt und ist dadurch seither Mitglied des House of Lords. Seine feierliche Einführung ins House of Lords erfolgte am 29. Juni 2004.